# Ryndino (rejon poriecki)
Ryndino (ros. Рындино) – wieś (dieriewnia) w Rosji, w Czuwaszji, w rejonie porieckim. W 2021 liczyła 322 mieszkańców.